# Marmosa isthmica
Marmosa isthmica — вид опосумів родини Didelphidae, що мешкає в Колумбії, Еквадорі та Панамі.
Збираючи фрукти та комах вздовж гілок та ліан за допомогою хапального хвоста, M. isthmica раніше вважалася підвидом Marmosa robinsoni і вважається схожою на нього за звичкою, але, згідно з Россі (2005), тепер вважається видом.
У 1935 році в зоні Панамського каналу Ендерс спостерігав, як Marmosa isthmica будує гнізда з листя в гніздовій скриньці, прикріпленій до дерева.